# قرار مجلس الأمن التابع للأمم المتحدة رقم 131
قرار مجلس الأمن التابع للأمم المتحدة رقم 131، الذي اعتمد في 9 ديسمبر 1958، بعد النظر في طلب جمهورية غينيا للانضمام إلى عضوية الأمم المتحدة أوصى المجلس الجمعية العامة بقبول جمهورية غينيا.
وقد اعتمد القرار بأغلبية عشرة أصوات مع امتناع فرنسا عن التصويت.